# Операція «Тоталайз»

Карта дій канадської 1-ї армії в ході операції «Оверлорд». Перша стадія — операція «Тоталайз», друга — «Трактабл»

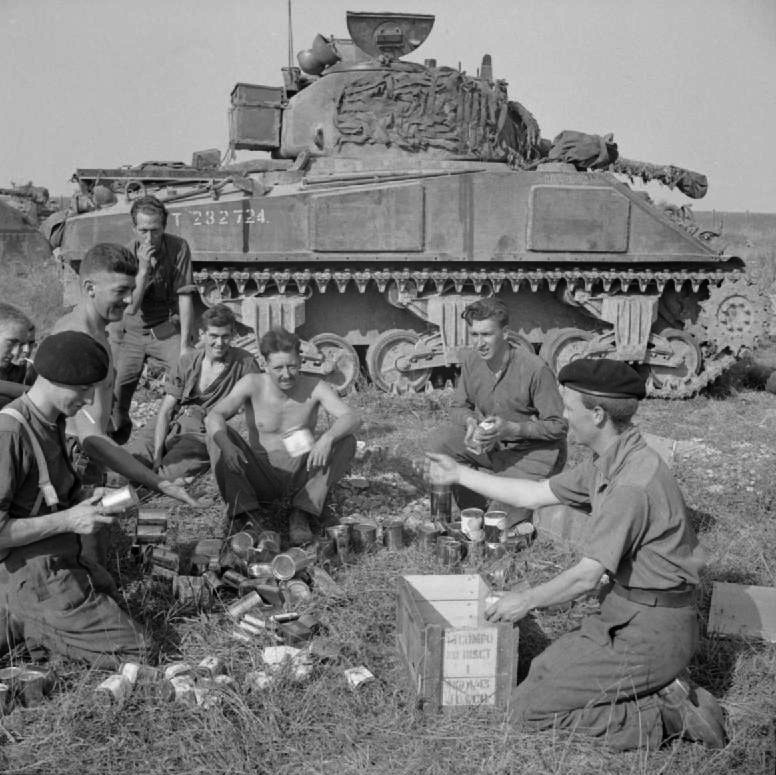
Британський екіпаж танку Шерман приймає їжу. Операція «Тоталайз». 7 серпня 1944

Операція «Тоталайз» (англ. Operation Totalize) — наступальна операція британських, канадських та польських військ в період з 8 по 13 серпня 1944 в ході операції «Оверлорд». Основним завданням операції було прорив німецьких укріплень південніше міста Кан на східному фланзі союзних військ в Нормандії та подальший наступ в південному напрямку з ціллю захоплення узвишшя біля стратегічно важливого французького міста Фалез. Задумом операції передбачалося також сприяти загальному наступу американських та британських військ західніше та запобігти організованому відходу німецьких військ з Нормандії.

## Історія

### Передумови
Історичне нормандське місто Кан грало важливу роль в операції союзників «Оверлорд» і відповідно до загального задуму операції було головною метою 3-ї британської піхотної дивізії в День Д з моменту висадки на плацдарм «Сорд» 6 червня 1944 року. Захоплення Кана визначалося на усіх рівнях командування, як найголовніше завдання для британців, тому що заволодіння цим містом відкривало шляхи для подальшого просування союзників у загальному напрямку на Париж.
Однак, німецька оборона в цьому секторі виявилася найсильнішою, і більшість німецьких підкріплень, надісланих до Нормандії, були спрямовані на захист Кана. Протягом наступних шести тижнів точилася затята позиційна війна. Кілька спроб британських і канадських військ захопити Кан були безуспішними до 9 липня, коли все місто на північ від річки Орн було захоплено в ході проведення операції «Чарнвуд». Між 18 і 20 липня британські війська провели операцію «Гудвуд», щоб обійти місто зі сходу та півдня, тоді як канадські війська розпочали операцію «Атлантик», маючи за мету перетнути річку Орн і очистити решту частин міста. Незважаючи на те, що операція «Гудвуд» була зупинена через значні втрати у танках, результатом проведення двох синхронних операцій стало захоплення на південь від Орна плацдарму завширшки 9,7 км і глибиною 4,8 км.
Під контролем німецьких військ залишався хребет Вер'єр у 8,0 км південніше міста. Британські та канадські атаки навколо Кана (зокрема для того, щоб відвернути увагу німців від західної частини фронту, де 1-ша американська армія готувалася до масштабного прориву з плацдарму союзників) змусили німців захищати Вер'єрський хребет за допомогою деяких найсильніших та найдосвідченіших формувань, включаючи частини трьох танкових дивізій СС I есесівського танкового корпусу.

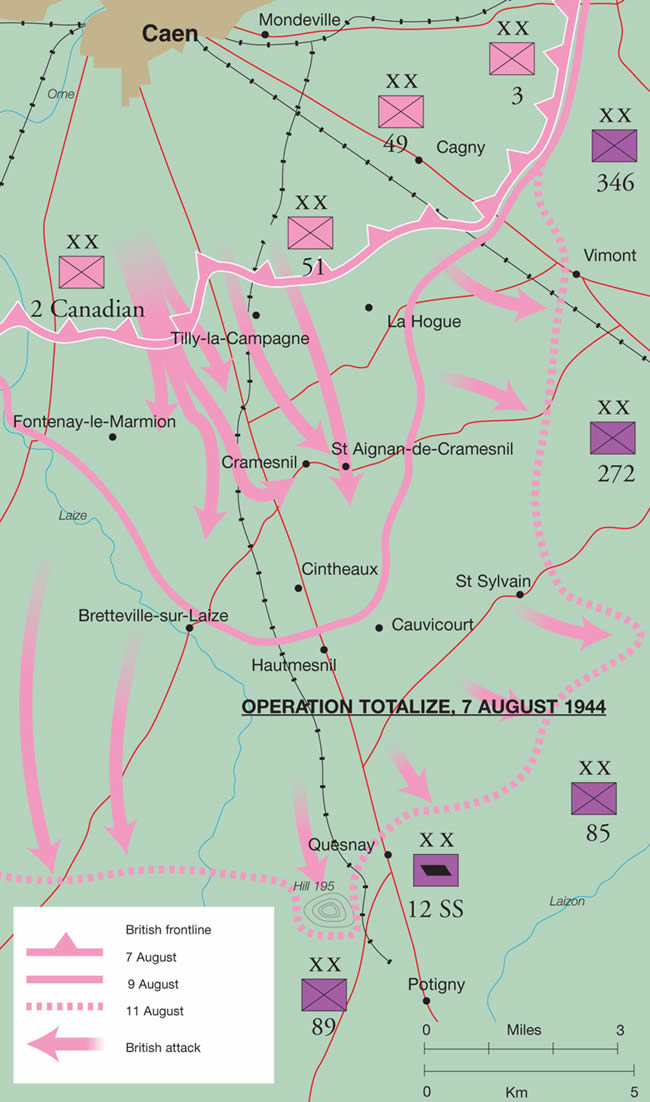
Карта проведення операції «Тоталайз»

Протягом 48 годин після закінчення операції «Гудвуд» 2-га канадська піхотна дивізія розпочала атаку на «грізну» німецьку оборону на хребті Вер'єр. Канадці зазнали втрату 1300 людей, а здобутки були мінімальні. З 25 по 27 липня була здійснена чергова спроба взяття хребта в рамках операції «Спрінг». Погана реалізація замисленого плану призвела до втрати близько 1500 канадців. Сумарно бої за Вер'єрський хребет спричинили вже понад 2800 канадських втрат, а хребет все ще залишався в руках німців. У контексті підготовки до нової операції — «Тоталайз» — підрозділи 2-га канадська піхотна дивізія змогли потай закріпитися на хребті між селом Вер'єр і Сен-Мартен-де-Фонтене. Союзному командуванню вдалося провести зосередження ударного угруповання, не попавши в поле зору німецьких спостерігачів.
25 липня 1-ша американська армія генерала О. Бредлі почала операцію «Кобра». За перші два дні американцям вдалося прорвати німецьку оборону на південь від Сен-Ло. До кінця третього дня операції американські війська одночасно на кількох напрямках просунулися на глибину до 24 км на південь від вихідного рубежу для наступу. 30 липня війська США захопили Авранш, біля підніжжя півострова Котантен. Німецький лівий фланг був розбитий, і протягом 24 годин підрозділи 3-ї армії США увійшли в Бретань і просунулися на південь і захід через відкриту місцевість, майже не зустрічаючи протидії з боку вермахту. 1-ша СС, 9-та СС і 116-та танкові дивізії були перекинуті на захід від Вер'єрського хребта, щоб протистояти цій новій загрозі.

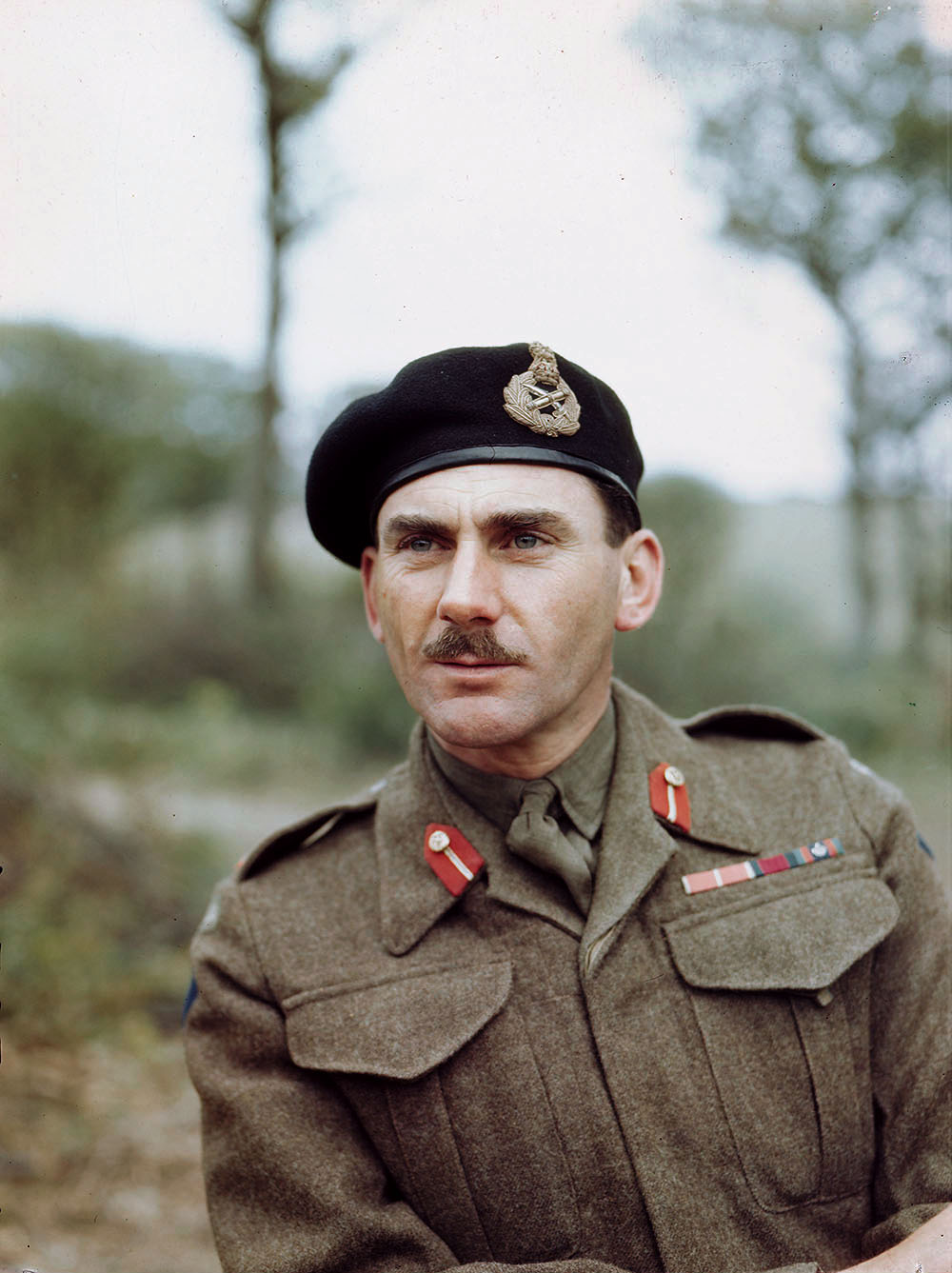
Командир II канадського корпусу генерал-лейтенант Гай Сімондс

Генерал Бернард Монтгомері, командувач сухопутними військами союзників у Нормандії, хотів атакувати східний фланг фронту, щоб захопити Фалез, маючи на увазі, що такий крок прискорить загальний крах Німеччини. 1-ша канадська армія генерал-лейтенанта Гаррі Крірара утримувала цю частину фронту союзників. Армія мала у своєму складі I британський корпус, на крайньому східному фланзі союзних військ, і II канадський корпус (генерал-лейтенант Гай Сімондс) на південь від Кану. 2-й канадський корпус, який мав розпочати операцію «Тоталайз», складався з 2-ї і 3-ї канадських піхотних дивізій, 49-ї (Західної), 51-ї (Гірської) британських піхотних дивізій, 4-ї канадської та 1-ї польської бронетанкових дивізій, а також 2-ї канадської та 33-ї британської бронетанкових бригад.

### Канадський план
Попри перекиданню танкових частин на західний фланг фронту, німецька оборона на Вер'єрському хребті залишалася дуже сильною. Передові позиції піхоти були добре окопані, з широкими секторами вогню, що охоплювали всі навколишні підходи до висот. Основна концентрація сотні 75-мм і 88-мм протитанкових гармат була розгорнута поблизу сіл Краменій і Сент-Еньян-де-Краменій у 4,8 км позаду німецьких передових позицій, щоб зупинити будь-який прорив танків уздовж шляху Кан–Фалез. Основні позиції по рубежу оборони утримували 89-та і 85-та (нещодавно прибула з Руана) піхотні дивізії та залишки 272-ї гренадерської дивізії (значно побитої канадцями під час операції «Атлантик»). 12-та танкова дивізія СС «Гітлерюгенд» із доданим важким танковим батальйоном з п'ятдесятьма танками «Тигр» була в резерві у 4,8 км позаду оборонних позицій. Піхотними частинами, що оборонялися на хребті, керував командир LXXXVI корпусу, але більша частина сектора (і 12-та танкова дивізія СС зокрема) перебувала під командуванням I танкового корпусу СС, який прибув у цей район під час операції «Гудвуд».

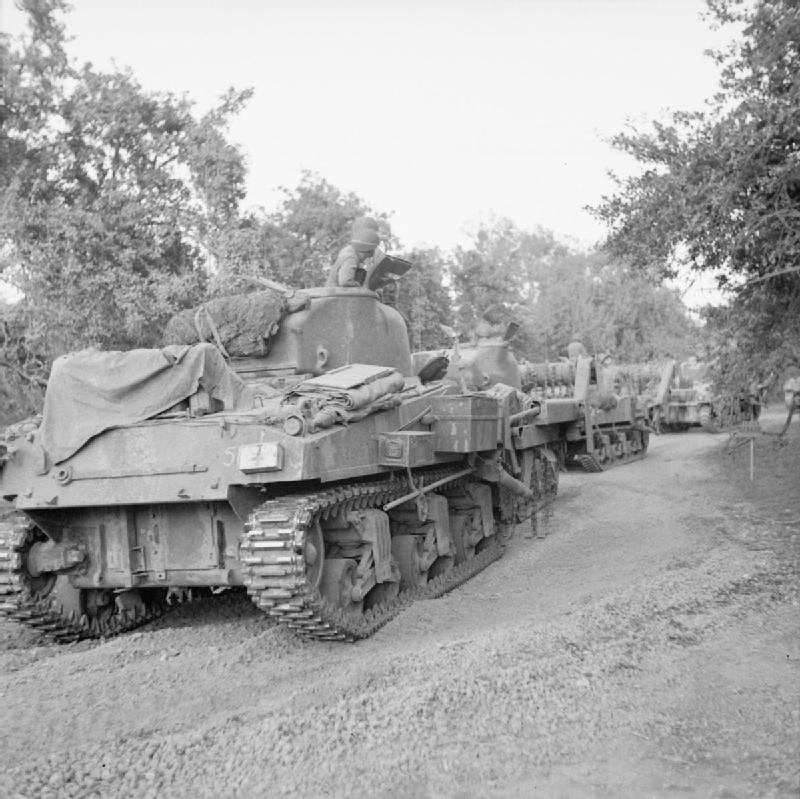
Колона інженерних танків Sherman M4-A4 «Crab» у готовності до наступу. Літо 1944

Сімондс знав, що піхотні атаки за підтримки масованого вогню артилерії не змогли прорвати німецькі передові лінії оборони в попередніх операціях «Атлантик» і «Спрінг». Під час операції «Гудвуд» бомбардування авіацією Бомбардувального командування Королівських ПС допомогло британським танкам прорвати німецький фронт, але потім вони зазнали значних втрат від осередків непошкодженої німецької протитанкової оборони, розташованої в глибині за межами бомбардування. Піхотні підрозділи не могли швидко наступити вгору на пересічній місцевості, щоб підтримати передові танки в наступі, або закріпитися на захоплених рубежах і позиціях (підрозділи другого ешелону та резерви також поступово відставали від тих, що наступав попереду). Щоб вирішити проблему подолання складної місцевості та прориву глибокої оборони противника, Сімондс запропонував радикальне рішення — першу велику атаку провести вночі силами механізованої піхоти.
Деякі полки польової артилерії в канадських і британських піхотних дивізіях були тимчасово оснащені 105-мм самохідними гарматами M7 «Пріст» для танкового десанту. Коли їх замінили на буксирувані 88-мм гармати-гаубиці QF 25-pounder, ці машини виявилися зайвими для бойових дій. Сімондс наказав переобладнати «Прісти» в імпровізовані бронетранспортери типу «Кенгуру», що дозволило б піхоті слідувати за танками впритул на будь-якій місцевості.
Ставку свого плану щодо прориву німецької оборони генерал Сімондс зробив на повітряну силу. На підготовчому етапі, протягом ночі 7 серпня, бомбардувальники Королівських ПС мали ударами з повітря завдати максимальної шкоди німецькій обороні на обох флангах коридору шириною 6,4 км уздовж осі дороги Кан-Фалез. Вранці 8 серпня дві атакуючі групи канадських танків і бронетранспортерів повинні були просунуться по коридору. Західніше дороги діяла 2-га канадська піхотна дивізія, яку посилювали канадські 4-та піхотна та 2-га бронетанкова бригади. Східніше дороги діяла британська 51-ша (Гірська) дивізія, яку підтримували частини 154-ї (Гірської) та 33-ї бронетанкової бригад. Ці дві колони мали, не втягуючись у бій з ворогом, обійти опорні пункти першого рубежу оборони противника та на світанку захопити головний протитанковий рубіж оборони вермахту від Краменія до Сент-Еньян-де-Краменія.
За цим за планом негайно розпочиналася друга фаза операції. У той час як чотири піхотні бригади 2-ї канадської та 51-ї (Гірської) британської дивізій зачищали відрізану від головних сил першу лінію оборони німців, 3-тя канадська та 49-та (Західна) британська дивізії (I корпус) починали атаки на допоміжних напрямках, щоб розширити смугу прориву на першому етапі. 4-та канадська та 1-ша польська бронетанкові дивізії рухатимуться коридором до Краменія та виходити на рубіж переходу в таку для подальшого наступу далі на південь. З метою авіаційної підтримки глибокого прориву американські бомбардувальники 8-ї повітряної армії завдавали ударів по німецьких резервних та допоміжних позиціях у Гаутмеснілі. Кінцевою метою визначалося вихід на рубіж височини на узвишші на північ від Фалеза, в 24 км за лінією переходу в наступ.

### Битва
Увечері 7 серпня 1944 року атакуючі сили сформувалися в шість колон шириною в чотири машини, до складу яких входили танки, бронетранспортери «Кенгуру», напівгусеничні БТР, самохідні протитанкові гармати та інженерні танки (типу Sherman M4-A4 «Crab» — інженерний танк для пророблення переходів в мінних полях). О 23:00 британська авіація почала завдавати ударів по німецьких позицій уздовж Канського фронту. О 23:30 бронетанкові колони почали наступ услід за загороджувальним вогнем. Спочатку рух був повільним, багато водіїв БТРів втратили орієнтацію через пил, створюваний транспортними засобами, що рухалися попереду. Кілька автомобілів застрягли у воронках від бомб. Сімондс організував кілька методів, щоб колони підтримували напрямок; деякі машини були оснащені радіопеленгаторами, артилерія стріляла цілевказівними снарядами, 40-мм автоматичні гармати «Бофорс» вели вогонь у напрямку наступу трасуючими чергами. Незважаючи на всі ці заходи, все ще панувала плутанина. Кілька одиниць техніки зіткнулися в темряві у ході руху або були підбиті ворожим вогнем.
Одночасна нічна атака прорвала німецьку оборону в кількох місцях. До світанку атакуючі колони 51-ї (Гірської) дивізії досягли намічених позицій. Піхота спішилася зі своїх бронетранспортерів «Кенгуру» в радіусі 200 м до визначених цілей у селах Краменій і Сент-Еньян-де-Краменій, швидко долаючи дезорганізований спротив захисників. Колони 2-ї канадської дивізії були затримані туманом і несподіваним опором на правому фланзі, але до полудня 8 серпня союзні сили захопили хребет Вер'єр. Нова тактика нічного бою, яку використав Сімондс, гарантувала, що зловмисники зазнали лише невеликої частини тих втрат, які зазвичай були б спричинені в разі класичного способу атаки вночі в пішому порядку за підтримки бронетехніки. Доволі швидко прорвавши міцну оборону вермахту, союзники були готові рухатися далі на Сенто, за 3 км на південь від свого найдальшого проникнення, але комкор Сімондс наказав військам першого ешелону зупинитися, щоб дати можливість польовій артилерії та 4-й канадській і 1-й польській бронетанковим дивізіям висунутися на вихідні позиції для другого етапу операції.
СС-бригадефюрер Курт Меєр, командир 12-ї танкової дивізії СС, уже наказав піхоті з різних формувань, розбитих бомбардувальниками та танковою атакою, зайняти Сенто. Він також виділив зі своєї дивізії дві бойові групи, що складалися з штурмових гармат, піхоти та танків «Тигр», розмістивши їх на фронті на напрямку наступу удару канадців. Невдовзі після полудня він наказав цим двом бойовим групам контратакувати війська союзників, що вирвалися вперед. У цей момент за планом наступальної операції союзники провели додатково бомбардування силами 8-ї повітряної армії позицій та районів зосередження німецьких військ, перш ніж 4-та канадська та 1-ша польська бронетанкові дивізії вирушать на південь до Фалеза по обидва боки дороги Кан-Фалез.
Контратака 12-ї танкової дивізії СС зірвалася, але танки Меєра, що розосередилися на північ від району, який бомбардувала 8-ма повітряна армія, були готові до другої фази атаки союзників. Уникнувши бомбардування, танки своїм вогнем сповільнили просування 1-ї польської бронетанкової дивізії, запобігши прориву її підрозділів на схід від дороги. Західніше дороги німецькій піхоті в Сенто вдалося затримати канадські бронетанкові формування. Жодна з дивізій, що вперше вступили в бій, не змогли завдати потужного удару, як на це сподівався Сімондс, і не зайняла визначених оборонних позицій.
Щоб відновити темп наступу, Сімондс наказав колоні 4-ї канадської бронетанкової дивізії захопити висоту 195, на захід від головної дороги, на півдорозі між Сенто та Фалезом. Тактична група Вортінгтона з ротами «B», «C» і штабною ротою Алгонкінського полку за підтримки 52 танків полку Британської Колумбії, вийшла в тил тактичній групі Галфпенні, яка вела бій з есесівцями у Бреттвіль-ле-Рабе, обійшла їх і втратила напрямок. Коли 9 серпня розвиднявся світанок, група Вортінгтона знаходилася на пагорбі 140, в 7 км на схід від пагорба 195, який мала опанувати, на півдорозі між Естре-ла-Кампань і Мезьєр. Протягом 9 серпня канадці утримували свої позиції, відбиваючи німецькі танкові контратаки, але зазнали багато втрат, у тому числі втратили більшість своїх танків. До 17:00 те, що залишилося від групи Вортінгтона, було або захоплено, або змушене було відійти. В ході бою була порушена взаємодія між підрозділами. Оскільки група Вортінгтона вела бій на висоті 140, яку не мала опановувати, інші підрозділи, яких надсилали їм на посилення, прямували не на ту висоту. Зрештою, інші війська захопили висоту 195 під час нічної атаки 10 серпня, але німці мали час відійти та укріпитися на оборонній лінії по річці Лазо. До 11 серпня англо-канадський наступ завершився.

### Підсумки операції
Перша фаза операції під командуванням канадського генерала Гая Сімондса була дуже успішною. Другий етап наступу пройшов не так вдало, втім, незважаючи навіть на численні втрати у двох бронетанкових дивізіях союзників у їхній спробі просунутися до Фалеза, мета операції була досягнута. Підрозділи чотирьох дивізій 1-ї канадської армії зайняли позиції на висоті 195, безпосередньо на північ від Фалеза. Водночас військам союзників вдалося завдати німцям понад 1500 втрат. Генерал-майора Рода Келлера було відсторонено від командування 3-ю канадською піхотною дивізією після того, як він отримав важке поранення внаслідок помилкового удару по його штабу американськими бомбардувальниками. Погана робота Келлера в операції «Тоталайз» призвела до втрати довіри до нього генерала Крірара, і в подальшому до кінця війни він не отримував командних посад. Сімондс і Крірар розпочали наступну операцію «Трактабл», яка пройшла між 14 і 21 серпня. 21 серпня Фалезький «мішок» зачинився, коли канадські та польські підрозділи вступили в контакт з американськими військами, які наступали з півдня.